# Palaemon pugio
Espèce
Synonymes
- Palaemonetes (Palaemonetes) pugio Holthuis, 1949[1]
- Palaemonetes pugio Holthuis, 1949[1]

Palaemon pugio (anciennement Palaemonetes pugio) est une espèce de crevettes marines de la famille des Palaemonidae.

## Taxonomie
Plusieurs sources (voir liens externes ci-après) classaient cette espèce sous le genre Palaemonetes considéré comme invalide par  World Register of Marine Species notamment.

## Habitat et répartition
Cette crevette est une espèce présente en milieu subtropical, dans des eaux comprises entre 5 °C et 38 °C. 
Elle se trouve dans les eaux de l'ouest Atlantique et de l'Arctique, notamment dans le golfe du Mexique et le golfe du Maine. 